# Smithophis linearis
Smithophis linearis — вид змій родини полозових (Colubridae). Мешкає в Китаї і М'янми. Описаний у 2019 році.

## Поширення і екологія
Smithophis linearis мешкають на південному заході китайської провінції Юньнань, спостерігалися на північному сході М'янми.